# 强袭短剑
强袭短剑（日语：ストライクダガー）是一种虚构的载人人形机器人武器，在《機動戰士GUNDAM SEED》电视动画系列中被归类为机动战士（MS）。
强袭短剑是地球联合军的主要量产机，根据主力机强袭高达的设计开发。但为进行快速量产而省略了一些功能，没有强袭背包系统，这是强袭高达特有的背包更换机制。机能更完善的105短剑登场于Media mix企划《機動戰士GUNDAM SEED MSV》，获得升级的短剑L则登场于《機動戰士GUNDAM SEED DESTINY》。
本词条也包含相关作品中出现的部分衍生型。
强袭短剑的机设担当是大河原邦男。

## 设定解说
地球联合军开发了一款基于GAT-X105 强袭GUNDAM的量产机，名为短剑，这是地球军第一款正式的旗舰级MS。此机继承了强袭GUNDAM的许多功能和特性，包括适当简化的强袭GUNDAM最显著的强袭背包系统，时间紧迫，联合军优先考虑了一种可快速量产的简化机体，以匹配MS头部的数量。与此同时，机体被正式接受后被命名为“短剑”（[] 错误：{{Lang-xx}}：拉丁字母轉寫（帮助）），并由于此机基于之前GAT-X系列机体中唯一未被抢走的强袭高达，因此机体被命名为“强袭短剑”。
开发工作在巴拿马基地进行。与正式量产的短剑相比，这款机体旨在降低生产成本，包括省略后撞针塞、头部天线和加农炮减半，以及简化各部分装甲。此外，汽电及电磁屏蔽装置也缺乏。机体的基本骨架是与强袭GUNDAM相同的X100系列骨架。在移动性方面与早期的GAT-X100系列保持了相同的水平，并超越了基恩。标准武器是一种小型便携式光束武器，该武器在早期的GAT-X系列中已投入实际使用。
此外，机体操作系统适合自然人駕駛员使用，并解决了软件和駕駛员的问题。地球联合军的MS作战理念“多架友军机体摧毁一个敌人”的基本战术也被确立，强袭短剑作为与扎夫特的基恩等机体相当的战力发挥作用。

### 机体构造
头部
与GUNDAM系机体不同，眼部是护目镜形状，但后面有两个摄像头眼睛。
OS
采用大天使号带回的实际战斗数据开发的自然人操作系统。与调整者操作系统不同，这是一个可在不依赖驾驶员反射的情况下响应MS本身的系统，响应方案根据战斗数据建模。此外，机体在操作系统之前制造完成的，因此机体可在软件完成安装后立即投入实战。
在小说版本中，煌回忆了自己研发的M1异端的自然人操作系统，而这样的机体为补偿操作系统，容易受到不规则运动的影响，而且反射速度有限，所以在战斗中可区分，所以和M1一样安装在短剑上的操作系统也是针对自然人的系统。
驾驶舱
早期原型机GAT-X系列的驾驶舱仿照调整者用的机体设计，因此操控方式已经得以简化，以便于使用。控制机制也已简化，以便普通士兵也能快速掌握。事实上，后来的三架GAT-X也共享相同的驾驶舱结构，这表明了设计思路的精良。

### 武装
M703 57mm光束步枪
这是第一款用于量产机的外部动力光束枪，决斗高达光束步枪的改进型，可一击穿透同时代扎夫特量产MS的装甲。还配备了榴弹发射器。
发射声音与GAT-X系列不同。
ES01光束军刀
用于近战的砍杀武器。由于没有撞针系统，因此直接安装在机体的后部。与GAT-X系列不同，强袭短剑只配备一把。性能与早期GAT-X采用的性能相当。是生产最多的MS光束军刀，在CE73年，Block 35F型被引入歼灭短剑等机体。
光束剑的颜色与神盾GUNDAM的光束军刀一样是黄色。联合军后续量产的MS配置的军刀颜色也统一为同一颜色。
75mm對空自動火神砲砲塔系統「豪豬陣」
与GAT-X系列相同类型的防空炮。为快速大量生产，只在头部左侧装备一部。
反光束盾牌
短剑系机体上广泛装备的盾牌。使用迎面射来的光束作为电源，产生分子水平的镜面以防御攻击。然而这种方法也有装甲材料容易劣化的缺点。由于强袭短剑没有PS装甲，因此还可抵御实心子弹。
降落伞背包
背面附有内置降落伞背包。在欧普解放行动期间，由从运输机降落至欧普大陆的伞兵机装备。不移除光束军刀就无法装备。

### 作品中的表现
首次登场于动画《机动战士高达SEED》第37集（重制版第35集）。第13独立部队的很多机体被部署在巴拿马的防御战中，虽然保持了对扎夫特MS机体的优势，但被奥丁之雷击退。
之后随着剧情的推进，成为地球联合军量产机体，在欧普解放作战中与以M1异端为主的欧普防卫队作战，在同时进行的夺回维多利亚的作战中也发挥了重要作用。
即使剧情转到宇宙，在波阿兹战役和第二次雅金·杜威战役中也获继续使用。
在漫画《机动战士高达SEED DESTINY ASTRAY》中，被出售到南美等发展中国家，在南美独立战争中与大西洋联邦的短剑L和105短剑对战。
在动漫《机动战士高达SEED DESTINY FINAL PLUS：被选定的未来》中，强袭短剑出现在加入欧普联合酋长国部队的地球联合舰队中。
在衍生游戏《机动战士高达SEED：迈向无尽的明天》中，在煌篇的开场动画「舞降之劍1」中，出现了一个黄色和绿色版本的此型机体，背部没有光束剑。

## 长剑
出现在《ASTRAY》中。由于GAT-X被劫导致强袭短剑的生产延迟，因此同时进行长剑的开发以填补部队中的空缺。与旨在为自然人提供稳定性能和可操作性的强袭短剑不同，长剑是一种专为调整者和具有出色身体能力的强化人开发的高性能机体。超过一半的部件与强袭短剑通用件，因此生产它的速度也非常高。
与其说是强袭高达的继任者，不如说它继承了GAT-X102 决斗高达的概念，原本应该被命名为决斗短剑，但联合军内部强烈反对以札夫特俘获的MS命名，因此被命名为长剑。然而，最终此机被赋予了“决斗短剑”这个名字，后来被改装成自然人规格。

### 強化裝甲
额外的可拆卸装甲单位。虽然未包含在这台机体的原始设计中，但它是根据大天使号记录的与配备突击护甲的决斗高达的交战数据开发的，并且也装备在01D（长剑）实战机体上。武器的组成，比如右肩的线性加农炮和左肩的飞弹发射器，也与决斗上安装的突击护甲非常相似。
強化裝甲拥有内置武装和推进器，可大大提高火力和推进力。装备后，由于重量增加，存在机动性降低的缺点，因此可以按需脱离。移除装甲时出现的间隙可通过在脱离的同时发射闪光弹来解决，可暂时干扰敌人的视线。
原文「Fortestra」的意思是“强壮的衣服”。

### 姜专用长剑
姜·凯利在加入联合军后驾驶的专用机。
被涂成白色的个人颜色，但性能与普通机相同。

### 决斗短剑
为自然人改装的长剑。除蓝色机身外，其几乎与长剑相同，但操作系统已调整为适合自然人驾驶的类型。主要由王牌机师驾乘。
在游戏《机动战士高达SEED：迈向无尽的明天》的MSV版开场动画中，还描绘了一架配备双光束步枪和盾牌的型号。

### 作品中的表现（长剑）
索希斯驾驶的长剑出现在小说版的《机动战士高达SEED ASTRAY》中。地球联合内部的战斗调整者索希斯11号的机体与瘟神高达、禁断高达和侵略高达进行了模拟战斗。在战斗中，强化人一方用完了增强药（γ-Glyphebutan），索希斯携机逃脱。之后，他与索希斯11号与异端高达蓝色机交战，并以两架机体击败了它。他以此为由，提出回到联合军的上层，但被要求占领札夫特的直布罗陀基地，他在那里与异端高达蓝色机2型L交战并被击败。
姜·凯利驾驶的长剑出现在《机动战士高达SEED ASTRAY B》中。在巴拿马战役中，他与原型机决斗高达交战。在性能和驾驶能力方面，姜占了上风，但由于奧丁之雷的激活，他与其他强袭短剑一同失去了行动能力并被击败。然而，决斗高达的駕駛员并没有给他最后一击，所以姜活了下来，并在这场战斗结束时被地球联合军强制退役。
緒方剛志设计草案。草稿则由町田能彦正式发布。

## 105短剑
《SEED MSV》中登场。一款量产的强袭GUNDAM，融合了强袭短剑中被取消的多种功能。其正式名称是短剑，但有时也被称为“105短剑”，以纪念强袭GUNDAM的型号“GAT-X105”。
105短剑有一个强袭短剑中没有的强袭背包的接口，可使用它在各种战斗情况下更换背包。短剑的规格经过重新考虑，并安装了改进版去强袭短剑的新操作系统，无论驾驶员的能力如何，它都是一台易于使用的机体。此外，与强袭短剑不同，头部传感器已被替换为与强袭GUNDAM同级别的高性能类型。为降低成本，没有采用PS和TP装甲，而作为替代措施，在驾驶舱、动力装置等重要部位采用了与飞船在突入大气层时使用的耐热DPX-D30烧蚀凝胶的改良版层压装甲，大大提高了对光束武器的抵抗力。但在设定于C.E.75年的剧场版中，其防御能力有限，并没有展现出设定中特别高的光束防御能力，甚至被强人奔流胸部的光束火神炮扫射摧毁。
原本作为联合军主力量产机而开发的高产机强袭短剑，因战局原因而优先量产，该机直至维多利亚战役后才正式投入使用。战争期间仅生产了23架（包括1架系统演示机和2架原型机），主要配属给少数王牌駕駛员。第一次联合-P.L.A.N.T.战争结束后，生产仍在继续，并经过多次细微改动，演变成“Block 7”。

### 武装（105短剑）
40mm口径近接自动防御机炮「豪豬陣II」
高射炮炮塔内置于头部两侧。初始的豪豬陣口径为75毫米，已缩小尺寸以增加其可携带的子弹数量。
GAU8M2 52mm自动机炮
原本是安装在GAT-333侵略GUNDAM系统规格的挂架上的航空武器之一，但也有105短剑携带这种装备。
M703 57mm光束步枪
与装备强袭短剑的光束步枪类似的光束步枪。《机动战士GUNDAM SEED ASTRAY B》中的炮筒型短剑作为装备携带。
MX703G光束步枪
根据联合军武器改装指南71D设计的系统型光束武器原型。可在通用平台上共享光束武器和固体子弹武器。造型与GAU-8M2 52mm炮一模一样，除了内部机构外，外观也相同。
M703k光束卡宾枪
C.E.73年的便携式武器。通常供给短剑L。
12.5mm对人机枪
脚顶部内置一挺.50口径（12.5毫米）反步兵和反轻装甲车机枪。之所以准备它，是因为其他的MS装备在对人类使用时会造成过度杀伤。
这在联合军和扎夫特军队中都是首次配备专门为反步兵部队设计的枪械。然而，.50口径机枪更多的是一种反物资武器，即使是这种武器对于杀伤人员使用来说也太强大了。
也出现在漫画版中，被用于清理难民营。在漫画中，成年人被切成两半并被吹走。
在故事中，巴瑞·何曾被这把枪射中，当时他跳到机动战士的头上，用自己的肉身摧毁了它，然后从那么高的地方毫发无损地跳下并降落在地面上，但他被射中时只受到了轻微的伤害，这一系列的描绘显示了他超人的本性。
ES01光束军刀
与强袭短剑的光束军刀相同，配备了两把，包括一把备用装备。
由于背部有一个强袭背包的连接插口，因此安装位置已更改为双臀部。
反光束盾牌
与强袭短剑的盾牌相同。塑料模型中的盾牌配色方案以蓝色为基础，但这是在『月刊电击JAPAN』的一篇文章中创建的划痕示例的影响下采用的。有机体配备了以红色为基础的盾牌，类似于强袭短剑，官方有两种颜色的盾牌可供选择。在剧场版中，可看到他在被吹走的同时受到了自由高达全力爆发的一击。

### 作品中的表现（105短剑）
在《機動戰士GUNDAM SEED DESTINY》第38集中的天堂基地防御剧情中，几个镜头中出现了几架配备重炮型背包和翔翼型背包的机体。在重新剪辑版的《机动战士GUNDAM SEED DESTINY FINAL PLUS 被选择的未来》中，弥赛亚坠毁的场景中可看到机体的残骸。
《机动战士GUNDAM SEED DESTINY ASTRAY》中与短剑L一起参与了南美独立战争。许多人已在战斗中担任短剑L部队的指挥官。
此外，在《Remaster》出版时新绘制的情节中，但丁·戈尔迪贾尼和艾尔莎·维斯驾驶的机体参与了欧亚联邦对天之桥的入侵。两台机体都配备了剑装，但丁的版本是黑色的，艾尔莎的版本是红色的。但丁的机体可使用艾尔莎的對艦刀「槍刀（Schwert Gewehr）」，艾尔莎的机体可相应的使用但丁的迴旋鏢「米達斯刀（Midas Messer）」。
在《SEED DESTINY MSV战记》中，在与天堂基地的战斗中，每架配备翔翼型背包的机体都配有两架短剑L，每架都伴随着歐幾里得（Euclid）。
即使在以《SEED DESTINY》结束后的C.E.为背景的《机动战士GUNDAM SEED ASTRAY 天空皇女》中，105短剑仍在地球联合军与温达姆一同服役。
以C.E.75年为背景的剧场版《SEED FREEDOM》中，105短剑与毁灭GUNDAM一起被用于地面战斗，与包括飞升自由GUNDAM在内的世界和平监察组织COMPASS的部队进行战斗。
机体原本是大河原邦男画的，背景设定是森田茂为『月刊电击JAPAN』系列《SEED MSV》制作的。之后在SEED MSV的“SEED MSV读者人气投票”中获得第一名，并实现了塑料模型产品的发售。

### 摩根·雪佛兰专用机
摩根·雪佛兰的专用机是一架105短剑早期型。搭载了原本为穆准备但未使用的炮筒型背包（原本计划装备在返回阿拉斯加的大天使号（JOSH-A）上作为穆·拉·弗拉加的个人装备，但这并没有实现，穆在阿拉斯加与大天使号一起逃走了。联合军希望将强袭GUNDAM的成果宣传为自然人而调整者的工作，因此他们计划让105短剑被看起来像是穆——被称为“恩迪米翁之鹰”的男人一直在驾驶强袭GUNDAM，而他也参与了之前的战斗。而且，穆原定被调到加州军事学院，上级只考虑将该机用于宣传目的，而没有考虑将其用于实战。后来，当联合军发现被称为“月下狂犬”的欧亚联邦军上尉摩根·雪佛兰拥有先进的空间意识时，决定将炮筒型背包装备在他的105短剑上），它被用作炮筒型短剑。

#### 作品中的表现
在写真故事作品《机动战士GUNDAM SEED ASTRAY B》中，摩根机参与了波亞茲攻防战，准备了多个炮筒型背包，并采用每次磨损后更换的策略，以取得高战绩。
在《SEED MSV战记》中，雪佛兰驾驶的这台机体在第二次雅金·杜威战役中率领5架105短剑与米哈尔·寇斯特（也称为医生）手下的6架基恩高机动机交战。尽管他们围困了米哈尔，但他们被迫在创世纪启动时中断战斗（米哈尔因盟友的消息而离开）。四架炮筒型短剑中的三架被困在创世纪中，而雪佛兰的所有部下都因创世纪而牺牲。
另外在漫画版中，他的部下鲁莽行事，导致他逃离了创世纪的火线，随后他率领部队试图攻击创世纪斯，却被武器运用试验型盖兹改所阻挡，他的机体被严重损坏。
漫画《机动战士GUNDAM SEED X ASTRAY》中，他与驾驶亥伯龙GUNDAM的卡纳得·帕尔斯交战。《机动战士GUNDAM SEED DESTINY ASTRAY》中，战后南美独立战争期间，与因收到假情报而被送入太空的爱德华·哈勒森驾驶的巨劍型瘟神GUNDAM展开战斗。
在《VS ASTRAY》中，他们与鲁道夫·维特根斯坦的“老虎烈焰型”交战并捕获了接近月球基地的“老虎烈焰型”。

## 暴风短剑
《SEED MSV》中登场。基于105短剑开发的GAT-X105 暴风高达的量产型。最初，用于炮兵作战的大规模生产机体的开发通过强袭GUNDAM的设计而进行，其装备与暴风GUNDAM相同。然而，由于它不能满足所需的性能，因此改变了设计以使用固定电池组，并开发了这种机器。
C.E.71年于7月5日推出，首次用于澳大利亚艾尔斯岩登陆行动，这是同年8月8日开始的联合军“8/8行动”的一部分。

### 武装（暴风短剑）
ES01光束军刀
装备的原因是因为暴风高达进行近战的记录在实际战斗数据中得到了证实。
作为一个选项，可通过双臂硬点上的安装座进行安装。
220mm口径3連装飞弹莢艙
装备在肩膀上。已更改为三連装发射系统，重量是暴风高达的一半。
350mm重炮发射器/94mm高出力收束步枪
两侧的火炮配备了与暴风GUNDAM相同的设备。同样，两者可以组合成反装甲霰弹枪或超高脉冲远程狙击步枪。

### 作品中的表现（暴风短剑）
在《機動戰士GUNDAM SEED MSV》中，蕾娜·伊梅里亞的部队参加了雅金·杜威战役。与志保·哈尼夫斯的光束武器試驗型席古交战，但在志保去拦截和平使者队发射的核导弹时撤出了战场。
在《机动战士高达SEED DESTINY ASTRAY》中，大西洋联邦的成员史蒂夫在南美独立战争中逃离了部队，遇到了来南美某城市报道战斗的杰斯，并与非规格机交战。它被线捕获，无法移动，电池耗尽，导致它停止运行。
由町田能彦完成机体设计。

## 短剑L
登场于《机动战士高达SEED DESTINY》。C.E.73年地球联合军的主力机。
与强袭背包系统武器兼容，通过更换背包可在各种战情下使用。其性能自初代强袭短剑以来并无有显著提升，外观也与强袭短剑类似，只有一根头部天线，各部位装甲的形状也相似。虽然其性能与105短剑相似，但各处均进行了成本削减，例如取消了机身上的层压装甲并减少了一些装甲，而这在105短剑中得到了安装。实现了与强袭短剑相当的生产率。
另一方面，在武器装备方面，它使用了一把光束卡宾枪、一把短剑和两把光束军刀，比105短剑更强，而且比光束步枪消耗的能量更少。它假设群战，重点针对性能优越的敌机进行作战。
该机在第二次雅金·杜威战役时大量生产并部署到月球基地，是为了压制核攻击后的植物而开发的。然而，由于核攻击在开场战斗中受挫，并且创世纪发射造成了广泛的破坏，地球联合军高层担心扎夫特的反击，强行将短剑L送回地球，该部队被摧毁。后来，随着同样采用了强袭背包系统的下一代主力机GAT-04 温达姆开始正式部署，它成为了老一代机体。

### 武装（短剑L）
M2M5 Todesschrecken 12.5mm近接自动防御机炮
一种近距离防御枪械，两把枪安装在头部，两把安装在胸部。由于豪豬陣口径较小，可用空间增加了子弹数量，使其成为更适合杀伤人员和反车辆使用的型号。Todesschrecken在德语中的意思是“对死亡的恐惧”。
M703k光束卡宾枪
比传统的光束步枪更小。是一款注重威力和速射的装备。
ES04B光束剑
两件腰甲上都装备有光束剑。而且，双侧的铠甲，包括内部都是和温达姆一样的装备。
Mk315短剑式投擲噴射對裝甲貫入弹
存放在双臀部铠甲内的投掷用匕首。被投掷后，它利用火箭推进力到达目标，穿透装甲，并在内部爆炸，造成伤害。
Mk39低反動炮
尺寸与MS全高相当的肩扛式便携枪。比札夫特的基恩装备的无反動炮还要大。电影中，黑短剑L用于攻击军械库一号的太空港，常规短剑L也装备有它。子弹类型未知。

### 黑短剑L
短剑L漆成深黑色。它被用来攻击停泊在港口的扎夫特船只，以转移军械库一号的高达抢劫行动。常规短剑L增加了隐身功能，但由于这是一种降低太空能见度的措施，它并未配备海市蜃楼胶质等成熟的隐身功能。在电影中，它作为配备Mk39低反動炮的幻痛专用机出现。

### 作品中的表现（短剑L）
它首次出现在《SEED DESTINY》第二集中，作为幻痛号战舰葛蒂·露的舰载机。虽然是奇袭，但少量短剑L还是压倒了从军械库一号出来拦截的扎夫特 MS 部队，而黑短剑L则摧毁了殖民地的太空港，为第二阶段系列的夺取做出了贡献。第4集中，米勒和琼骑乘的短剑L逼迫智慧女神号，但被雷的烈火渣古幻影摧毁。在第9集战争开始时的“狐步十一月”中，他作为地球阿尔萨赫月球舰队的主力，与札夫特主力以数量优势的战术进行平等战斗。另外，在第18集中，有一个场景是属于卡魯納漢基地的机器摧毁了脉冲GUNDAM的光束步枪。各条战线上使用短剑L的部队及单位包括地面上属于第81独立特遣大队旗舰约翰·保罗·琼斯、柏林战役中属于波拿巴的部队以及属于天堂基地的部队，但它们没有出现在阿尔萨赫战役中故事后半部分的代达罗斯无法证实。
在《机动战士高达SEED DESTINY FINAL PLUS 被选择的未来》中，本机与反对命运计划的欧普军团的M1异端和村雨一起出现。
漫画《机动战士高达SEED DESTINY ASTRAY》中，在南美独立战争版中登场。
在《SEED DESTINY MSV》中，它陪伴联盟方参加了联盟条约的签署仪式。